# 白石区
白石区（しろいしく）は、札幌市の行政区。

## 地理
白石区は豊平川と厚別川に挟まれている。東西に伸びる交通網が発達しており、JR函館本線や千歳線、札幌市営地下鉄東西線、北海道中央バスやジェイ・アール北海道バスなどの公共交通が区民の足となっている。
- 河川：豊平川、旧豊平川、望月寒川、月寒川、北白石川、厚別川。

## 歴史
白石区の歴史は、戊辰戦争で敗れた仙台藩の白石城城主・片倉小十郎（片倉氏）の家臣が移住したことに始まり、1871年（明治4年）に最月寒（もつきさっぷ）と呼ばれていた現在の白石中央付近に入植した。冬の寒さに耐えながらも現在の国道12号沿い（白石公園付近から白石神社までの間）に短期間で住まいを築いたため、働きぶりに感心した開拓使の岩村通俊判官は郷里の名から「白石村」と命名した。

### 年表
「歴史」「白石歴史年表」参照
- 1871年（明治04年）：仙台藩白石城城主・片倉小十郎（片倉氏）の家臣600余人が北海道開拓のため「咸臨丸」などで出帆。最月寒（もつきさっぷ）に入植し、67人が開墾始める。白石村と命名。
- 1873年（明治06年）：入植者の一部が肥沃な場所を求めて移住し、新白石村となる（現在の菊水）。
- 1874年（明治07年）：新白石村が上白石村（かみしろいしむら）となる。
- 1889年（明治22年）：江別通（現在の国道12号）開通。
- 1890年（明治23年）：東橋完成。
- 1902年（明治35年）：白石村と上白石村が合併。
- 1903年（明治36年）：白石駅開設。
- 1918年（大正07年）：定山渓鉄道線開通（1969年廃止）。この年から1920年にかけて薄野（すすきの）から「札幌遊郭」移転（白石遊郭、1958年廃止）。
- 1923年（大正12年）：一条大橋完成。
- 1926年（大正15年）：苗穂-沼ノ端間に北海道鉄道が開通、東札幌駅、月寒駅、大谷地駅、上野幌駅開設。
- 1930年（昭和05年）：上白石橋完成。
- 1950年（昭和25年）：白石村が札幌市に編入。白石村役場が札幌市白石支所となる。
- 1972年（昭和47年）：札幌市が政令指定都市に移行し、行政区制施行。白石区役所開設。
- 1973年（昭和48年）：日本国有鉄道（国鉄）千歳線切り替えに伴い、東札幌駅旅客扱い廃止（貨物駅化。1986年廃止）、月寒駅、大谷地駅廃止、上野幌駅移設。白石区の木（ポプラ）・花（バラ）制定。
- 1974年（昭和49年）：白石サイクリングロード（現在の白石こころーど）完成。
- 1976年（昭和51年）：白石区ふるさと会発足。札幌市営地下鉄東西線（琴似-白石）が開業、菊水駅、東札幌駅、白石駅開設。
- 1977年（昭和52年）：白石区のシンボルマーク制定。
- 1982年（昭和57年）：地下鉄東西線（白石-新さっぽろ）が開業、南郷7丁目駅、南郷13丁目駅、南郷18丁目駅開設。
- 1986年（昭和61年）：白石区の木にナナカマド追加。水穂大橋完成。国鉄平和駅開設。
- 1989年（平成元年）：白石区から厚別区が分区。環状夢の橋[4]完成。
- 1999年（平成11年）：川下公園開園。
- 2002年（平成14年）：札幌市産業振興センターオープン。
- 2003年（平成15年）：札幌市民防災センター（白石消防署に併設）オープン。札幌コンベンションセンターオープン。
- 2004年（平成16年）：平和大橋完成。
- 2008年（平成20年）：白石区のマスコットキャラクター「しろっぴー」誕生（2013年リニューアル）[5]。
- 2011年（平成23年）：JR白石駅新駅舎完成、自由通路供用開始（2012年北口駅前広場完成）。
- 2016年（平成28年）：白石区複合庁舎完成。
- 2023年（令和05年）：北24条桜大橋完成。

## 人口
- 1975年　195,644
- 1980年　228,061
- 1985年　263,938
- 1990年　188,043
- 1995年　192,102
- 2000年　197,223
- 2005年　201,307
- 2010年　204,259
- 2015年　209,584
- 2020年　211,835

## 友好都市
- 白石市（宮城県）[6]

## 官公署
国の機関
- 法務省
  - 札幌法務局白石出張所
- 防衛省
  - 自衛隊札幌地方協力本部南部地区隊白石募集案内所

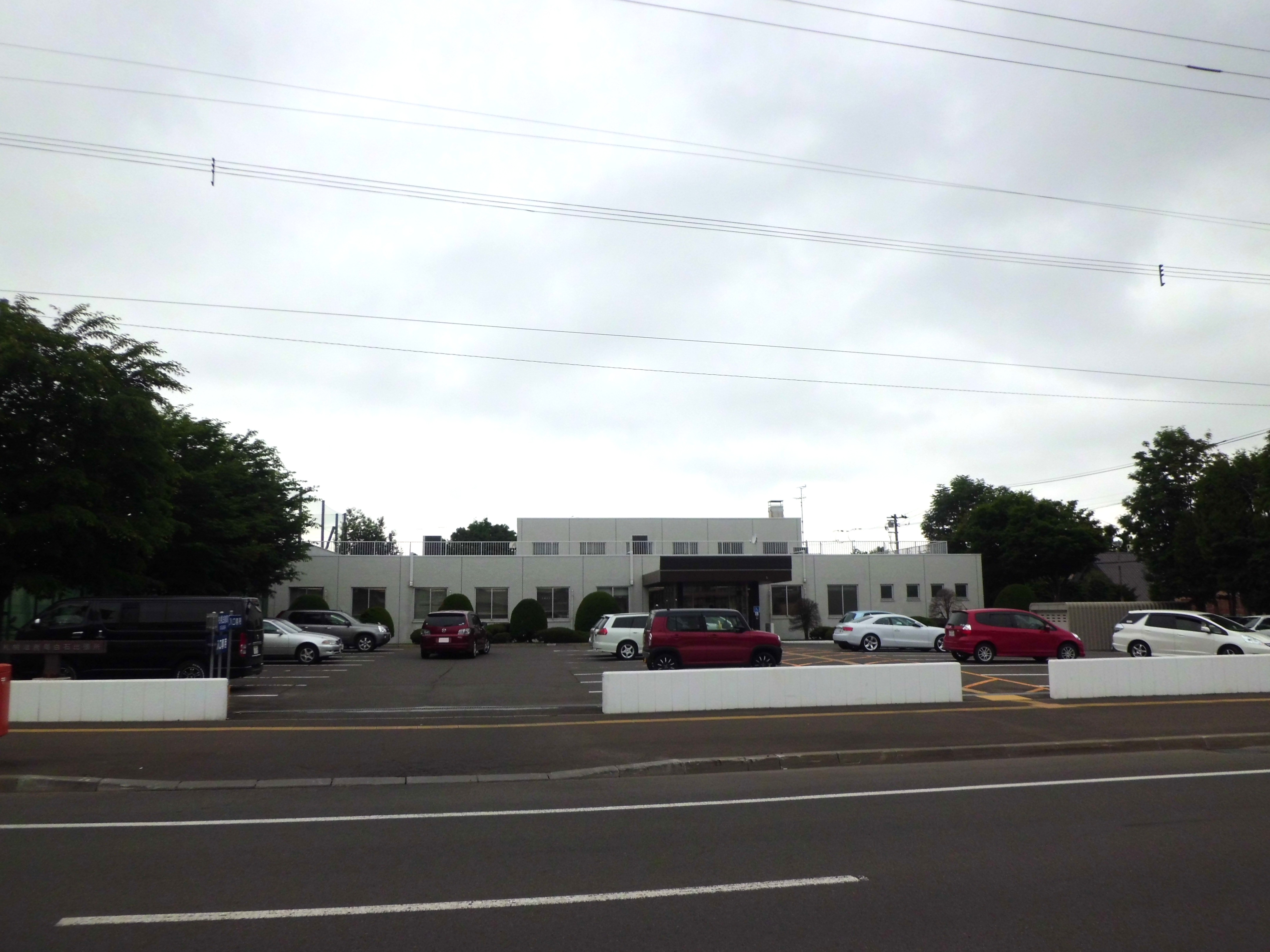
札幌法務局白石出張所（2015年6月）

道の機関
- 北海道立精神保健福祉センター

独立行政法人・特殊法人等
- 独立行政法人
  - 国際協力機構北海道国際センター（札幌）
  - 国立病院機構北海道がんセンター
- 特殊法人等
  - 日本年金機構
    - 北海道地域部
    - 札幌東年金事務所

  - 日本貨物鉄道北海道支社道央支店
  - 東日本高速道路北海道支社札幌管理事務所

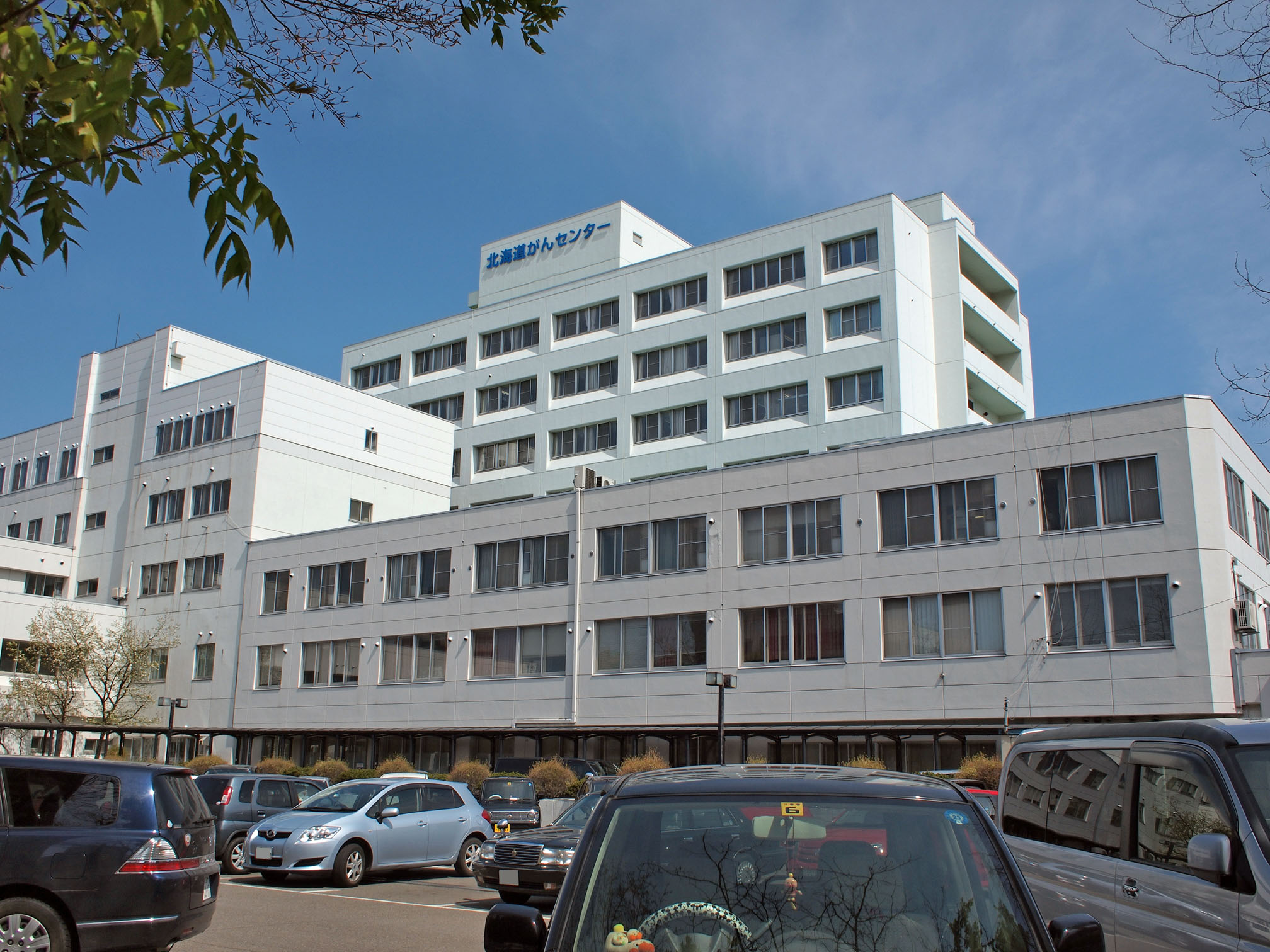
国立病院機構北海道がんセンター（2011年5月）

## 公共施設
- 札幌市白石区民センター（白石区複合庁舎内）
- 札幌市白石保健センター（白石区複合庁舎内）
- 札幌市白石区土木センター
- 札幌市北白石地区センター
- 札幌市白石東地区センター
- 札幌市菊水元町地区センター
- 札幌市白石老人福祉センター
- 札幌市ポプラ若者活動センター
- 札幌市白石区保育・子育て支援センター「ちあふる・しろいし」（白石区複合庁舎内）
- あいワーク白石（白石区複合庁舎内）
- 札幌市シルバー人材センター本部・東支部（リフレサッポロ内）
- インタークロス・クリエイティブ・センター（ICC・札幌市デジタル創造プラザ）（札幌市産業振興センター内）
- 札幌市水道局白石庁舎
- 札幌市豊平川水処理センター・札幌市豊平川水再生プラザ
- 札幌市東部水再生プラザ
- 札幌市東部下水管理センター
- 札幌市東部スラッジセンター
- 札幌市白石清掃事務所
- 札幌市白石清掃工場
- 札幌市衛星研究所
- 札幌市計量検査所

### 文化施設
- 札幌市えほん図書館（白石区複合庁舎内）
- 札幌市東札幌図書館
- 白石郷土館（白石区複合庁舎内）

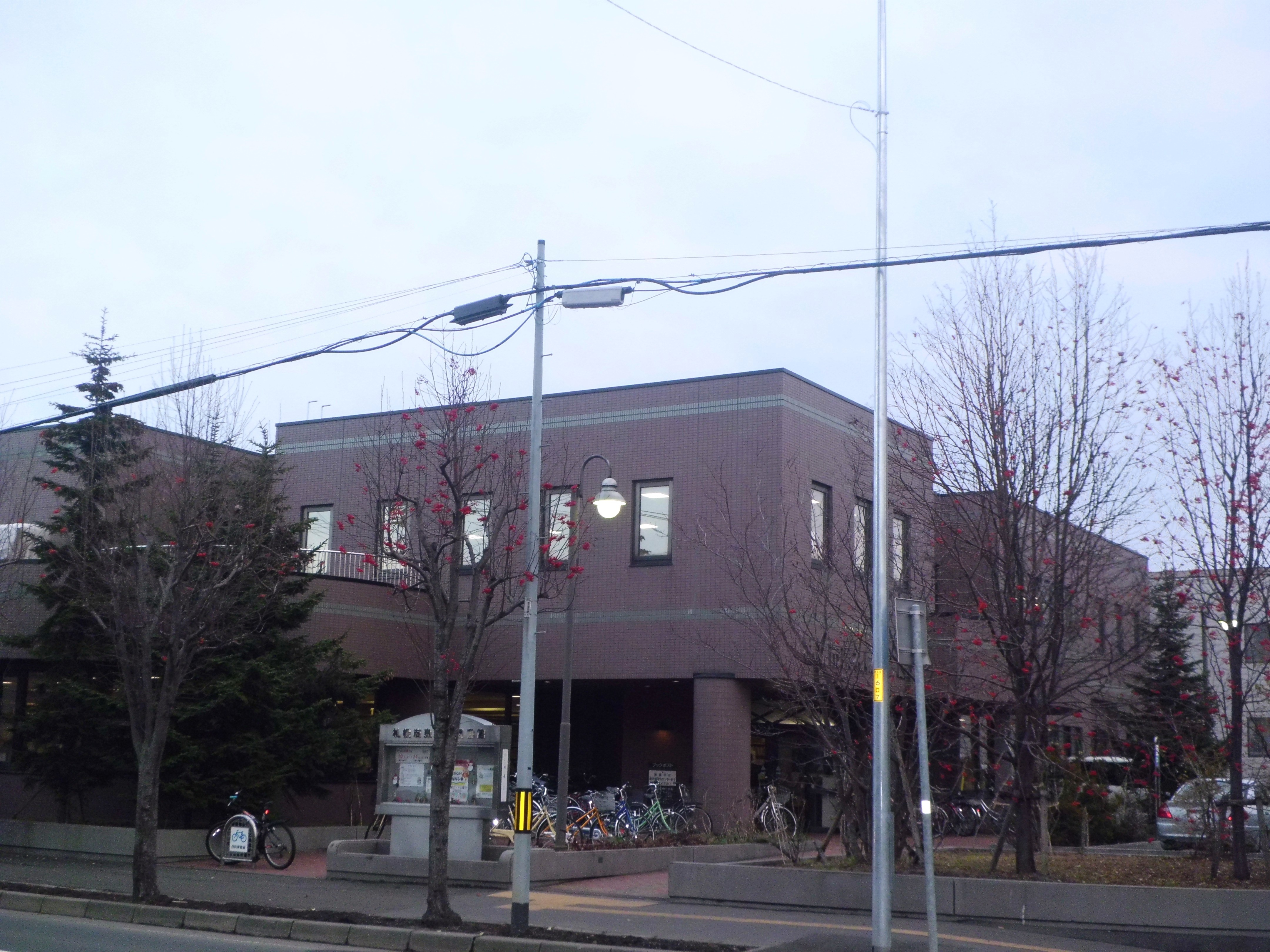
札幌市東札幌図書館（2014年11月）

### 多目的施設・スポーツ施設
- 札幌コミュニケーションパークSORA
  - 札幌コンベンションセンター
  - 札幌市産業振興センター
- 札幌流通総合会館（アクセスサッポロ）
- 札幌市白石区体育館
- 札幌市白石温水プール
- 札幌国際交流館（リフレサッポロ内）
- 北郷公園野球場
- 川下公園
  - 野球場
  - 庭球場
  - パークゴルフ場
- 豊平川緑地サッカー場

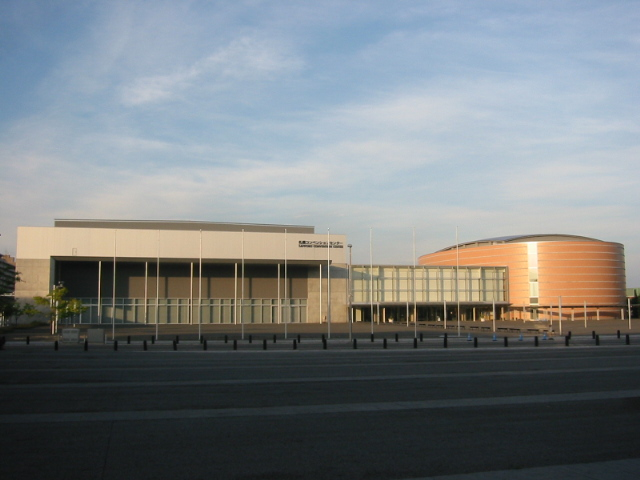
札幌コンベンションセンター（2007年8月）
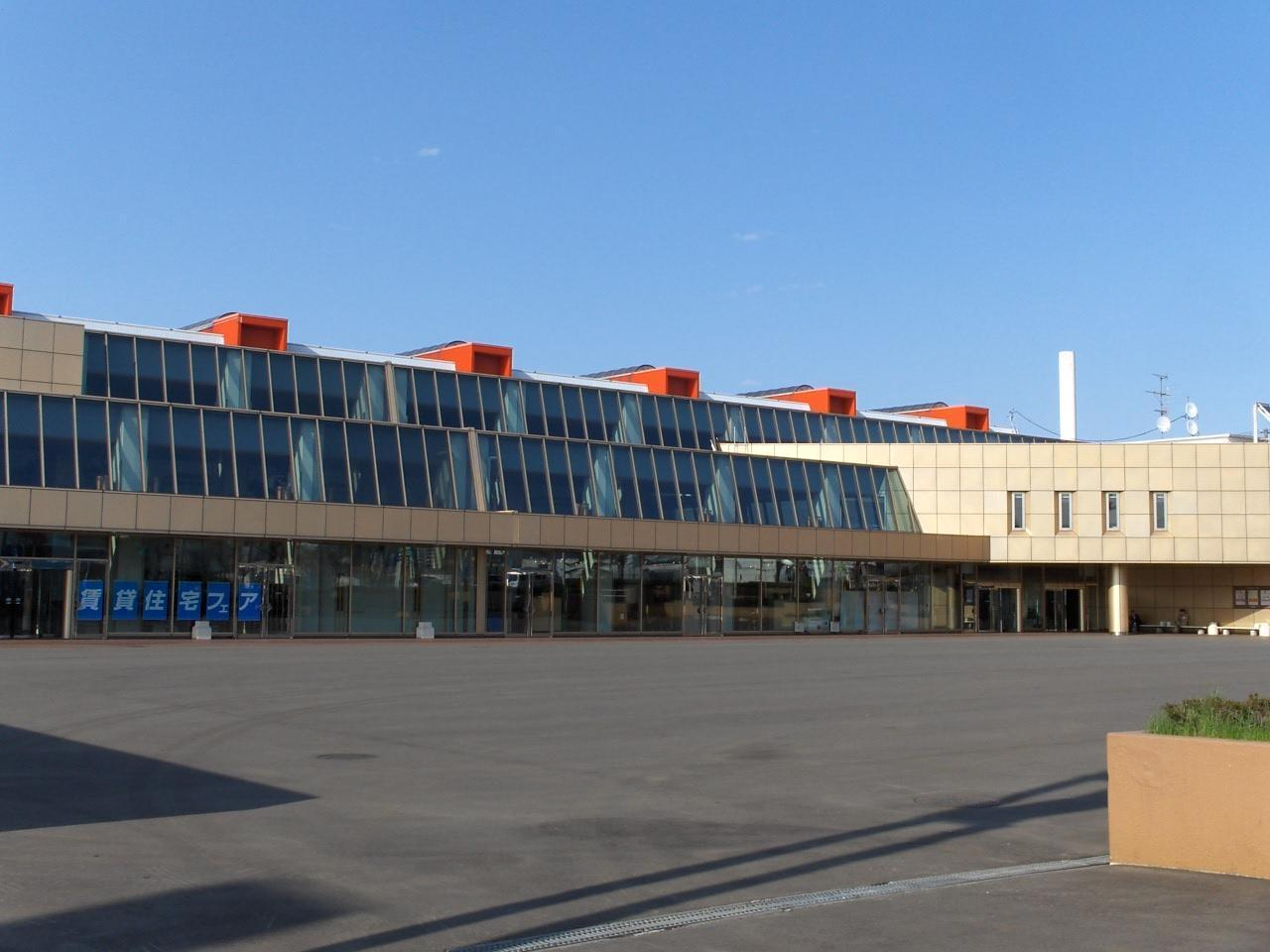
札幌流通総合会館（アクセスサッポロ）（2007年）
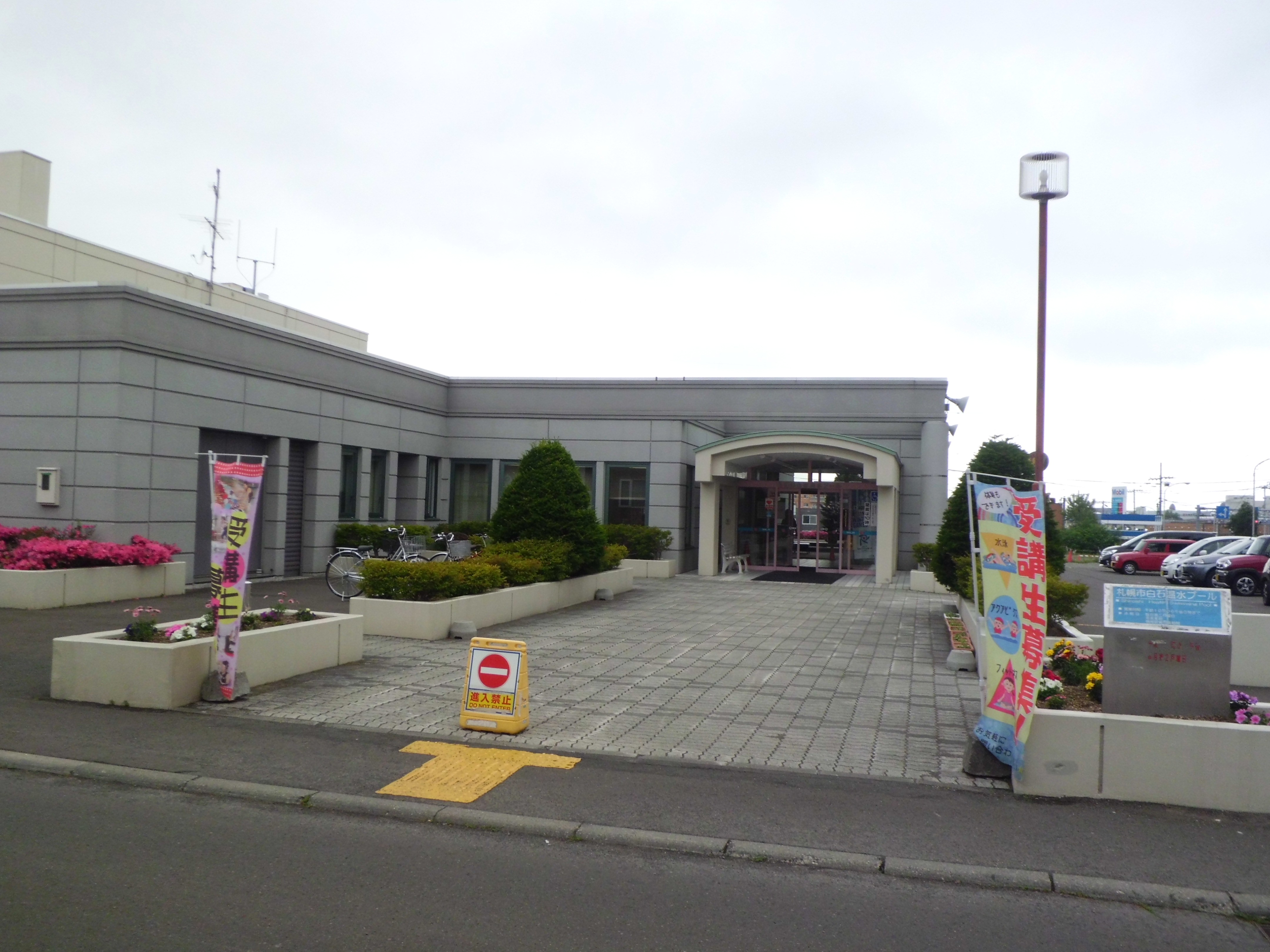
札幌市白石温水プール（2015年6月）

## 公的機関

### 警察
- 白石警察署
  - 菊水交番、東橋交番、東札幌交番、白石中央交番、南郷交番、北郷交番、菊水元町交番、北都交番、東白石交番

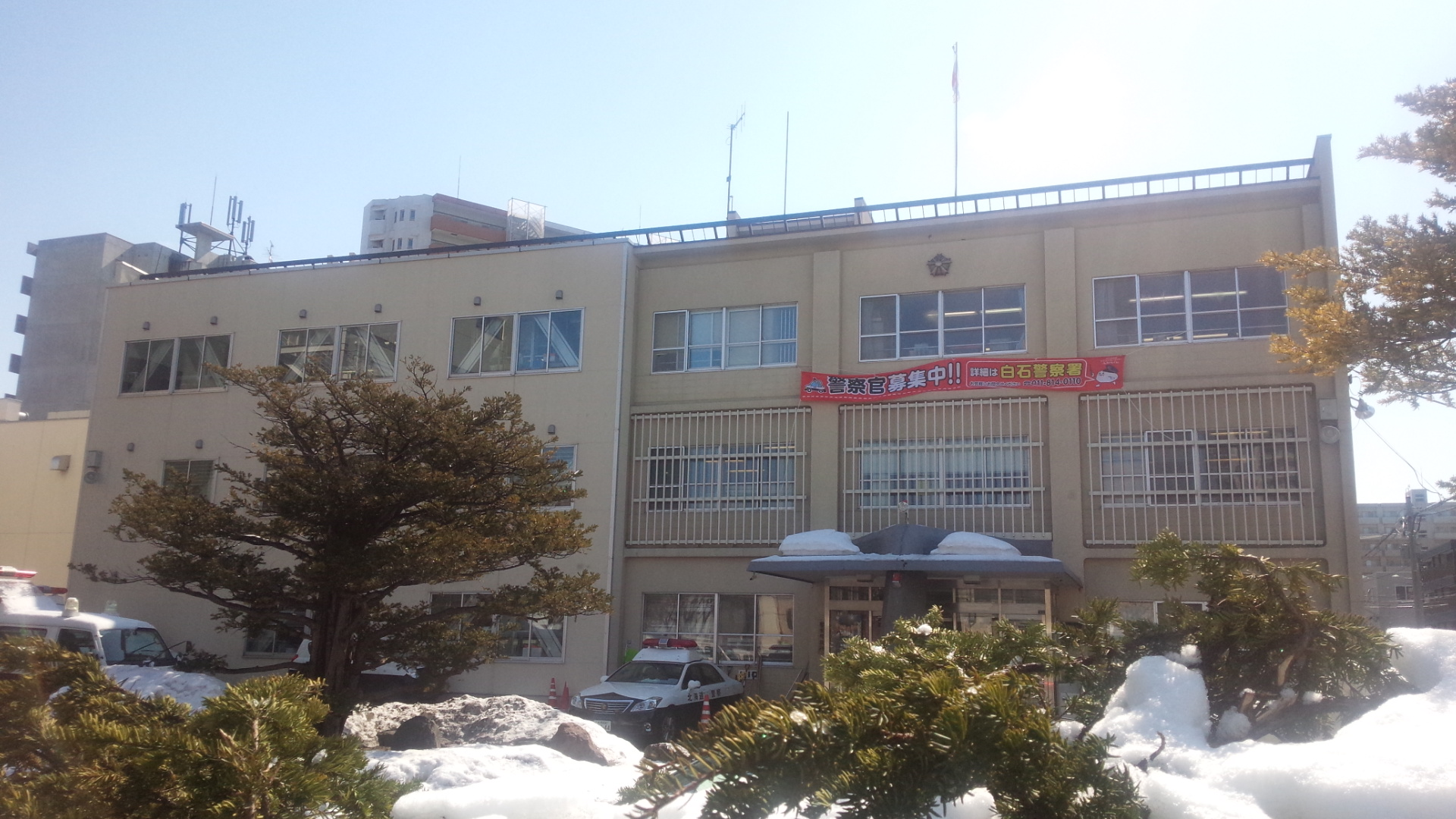
白石警察署（2017年3月）

### 消防
- 札幌市消防局白石消防署（札幌市民防災センター併設）
  - 菊水出張所、元町出張所、東白石出張所、北郷出張所

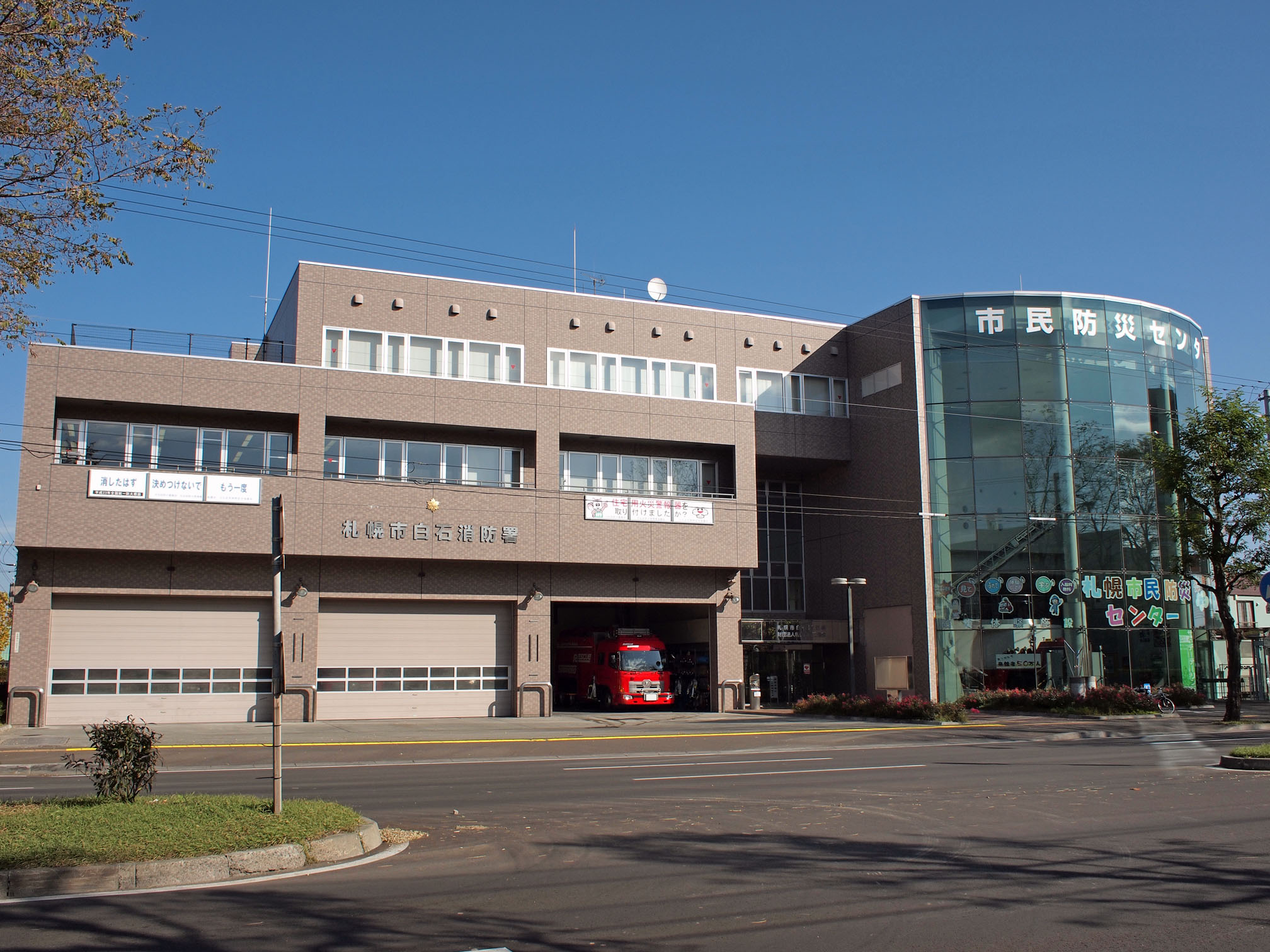
白石消防署・札幌市民防災センター（2011年11月）

### 病院
「医療機関名簿（白石区）」参照
- 石橋胃腸病院
- 勤医協札幌病院
- 恵佑会札幌病院
- 恵佑会第2病院
- 幌東病院
- 国立病院機構北海道がんセンター
- 札幌呼吸器科病院
- 札幌白石記念病院
- 札幌白石産科婦人科病院
- 札幌センチュリー病院
- 札幌トロイカ病院
- 札幌北楡病院
- 札幌ロイヤル病院
- 三樹会病院
- 白石明日佳病院
- 白石中央病院
- 長野病院
- 東札幌病院
- 吉田記念病院

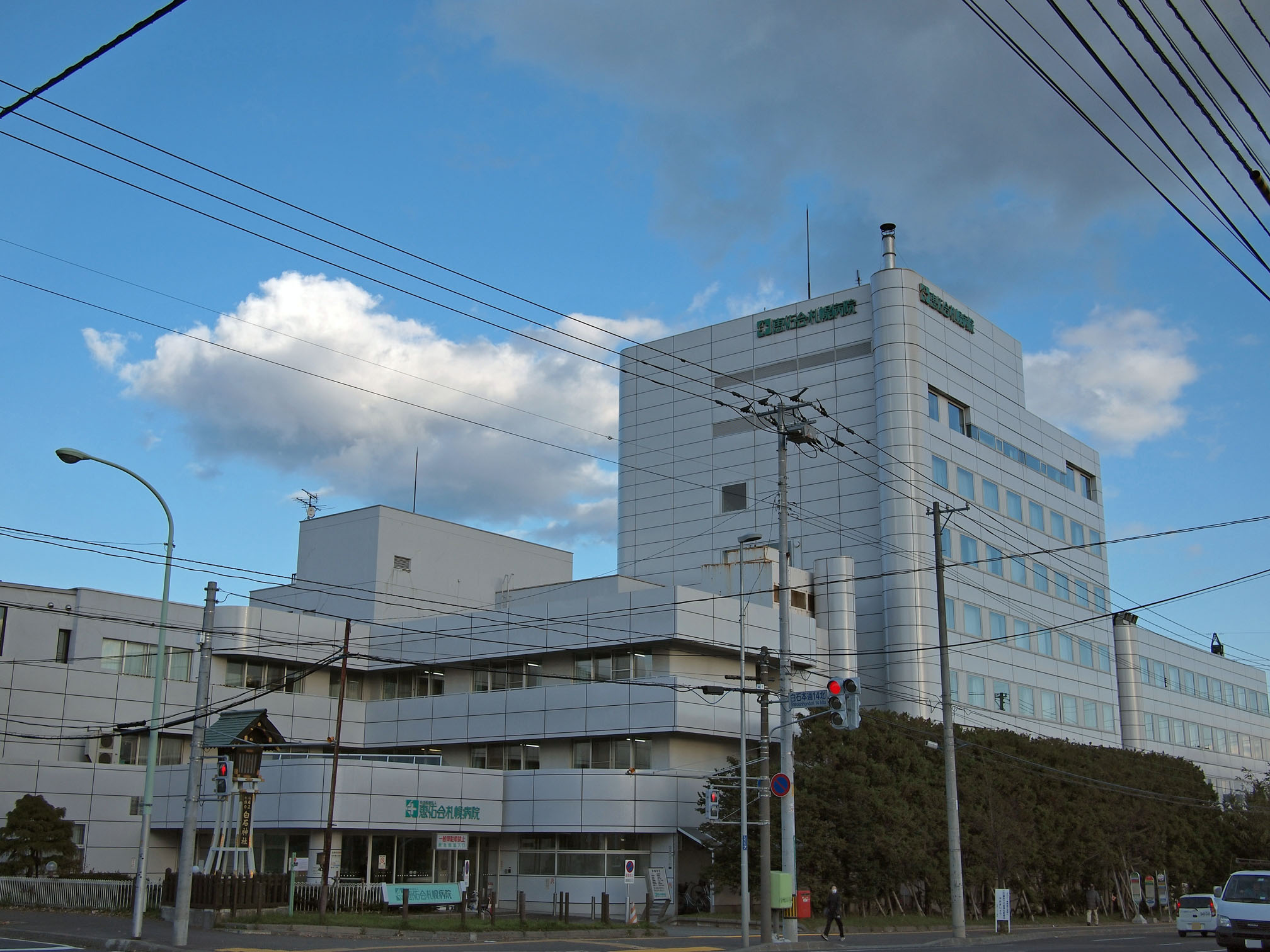
恵佑会札幌病院（2010年11月）
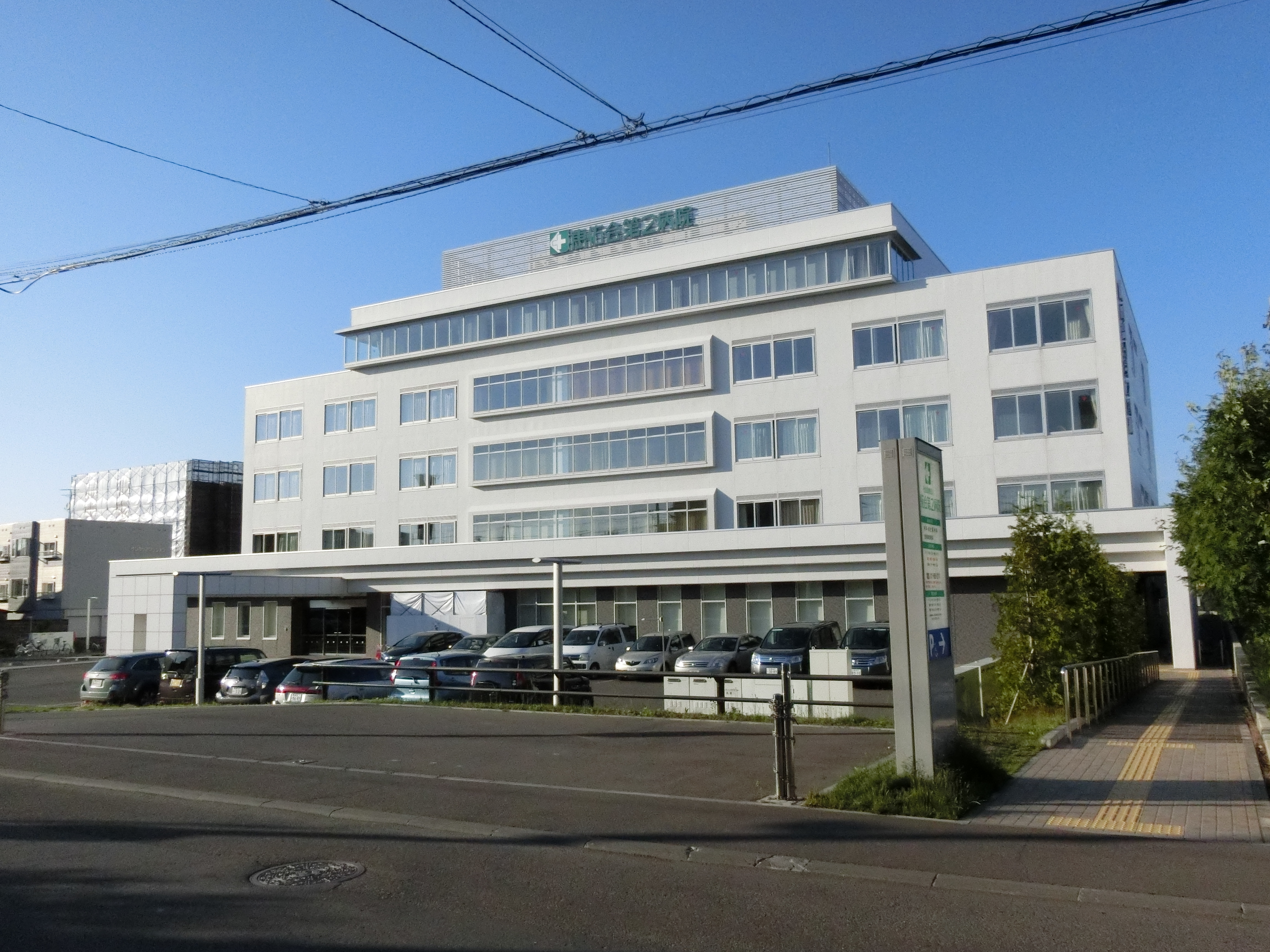
恵佑会第2病院（2017年6月）
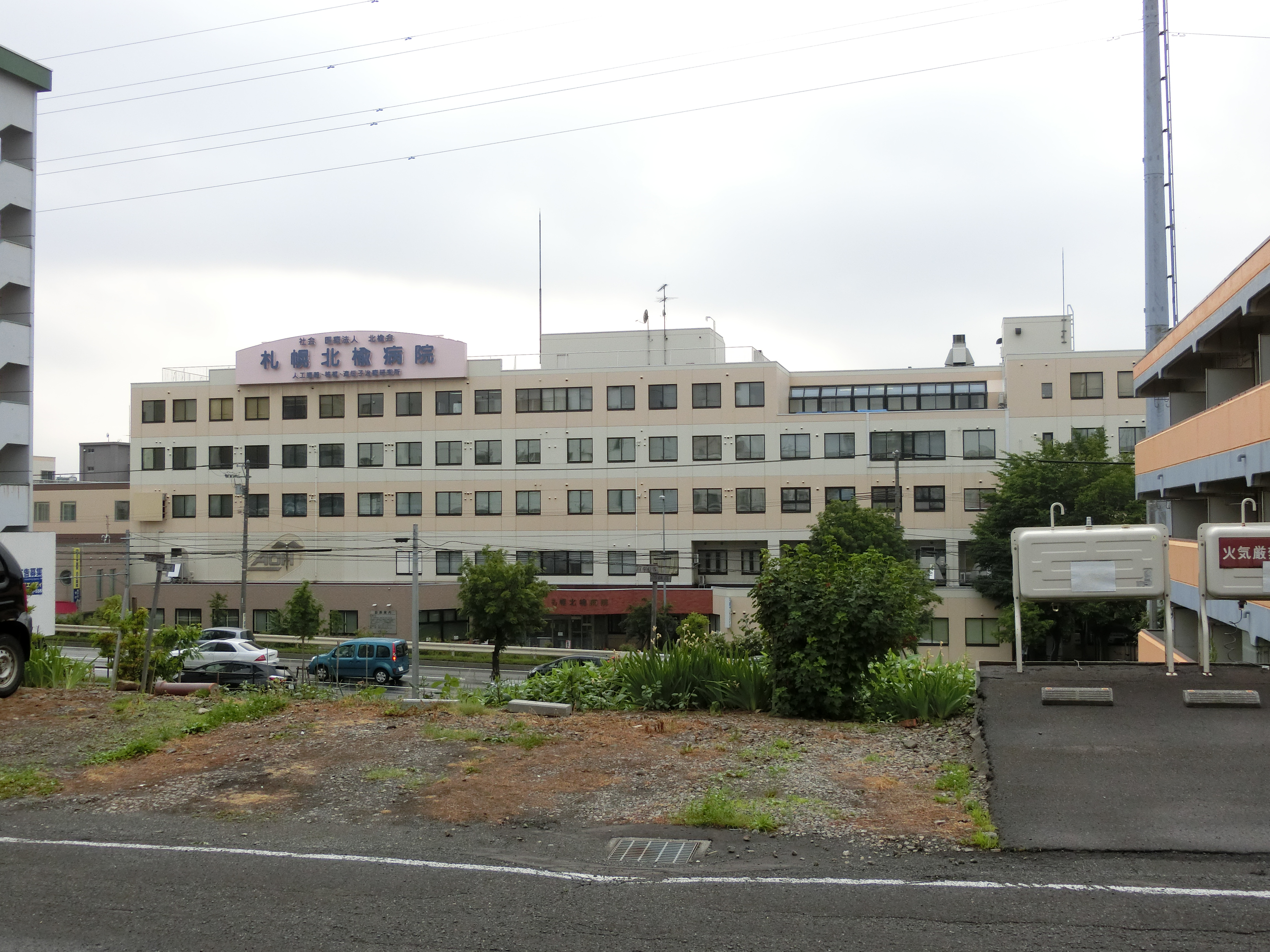
札幌北楡病院（2017年7月）

### ガス
- 北海道ガス白石中央ビル
- 北海道セントラルガス本社・札幌営業所

### コミュニティ放送局
- NoBodyHurts（エフエムしろいし）

## 教育

### 専修学校
「学生納付特例対象学校一覧」参照
- 札幌商工会議所付属専門学校
- 札幌服飾アカデミー
- 北海道情報専門学校

### 高等学校
道立
- 北海道札幌東高等学校
- 北海道札幌白石高等学校
- 北海道札幌白陵高等学校

私立
- クラーク記念国際高等学校札幌白石キャンパス

### 中学校
- 札幌市立幌東中学校
- 札幌市立白石中学校
- 札幌市立日章中学校
- 札幌市立柏丘中学校
- 札幌市立東白石中学校
- 札幌市立北白石中学校
- 札幌市立北都中学校
- 札幌市立米里中学校

### 小学校
- 札幌市立東橋小学校
- 札幌市立白石小学校
- 札幌市立上白石小学校
- 札幌市立大谷地小学校
- 札幌市立本郷小学校
- 札幌市立南郷小学校
- 札幌市立本通小学校
- 札幌市立東札幌小学校
- 札幌市立北郷小学校
- 札幌市立東白石小学校
- 札幌市立北白石小学校
- 札幌市立西白石小学校
- 札幌市立北都小学校
- 札幌市立幌東小学校
- 札幌市立平和通小学校
- 札幌市立南白石小学校
- 札幌市立菊水小学校
- 札幌市立川北小学校
- 札幌市立東川下小学校
- 札幌市立米里小学校

### 認定こども園
- 菊水いちい認定こども園[9]
- 認定こども園幌東[9]
- 認定こども園北郷あゆみ幼稚園[9]
- 東橋いちい認定こども園[9]
- 認定こども園北都[9]
- 北郷ピノキオ認定こども園[9]

### 幼稚園
市立
- 札幌市立きくすいもとまち幼稚園

私立
- 本郷幼稚園[9]
- 札幌白樺幼稚園[9]
- あさひ幼稚園[9]
- しろいし幼稚園[9]
- 北都幼稚園[9]
- 南郷札幌幼稚園[9]
- 北郷札幌幼稚園[9]

### 認可保育所
市立
- 札幌市白石区保育・子育て支援センター[10]
- 札幌市青葉保育園[10]
- 札幌市東札幌保育園
- 札幌市東白石保育園
- 札幌市菊水乳児保育園

私立
- 友愛北白石保育園
- 飛翔保育園
- 菊水元町第二保育園
- 東札幌かすたねっと保育園
- 菊水すずらん保育園
- 札幌愛隣館第二保育園
- 柏葉保育園
- 白石興正保育園
- 北の星東札幌保育園
- 菊水元町保育園
- 双葉保育園
- 北白石保育園
- 大谷地たかだ保育園
- 南郷保育園
- 東白石雪ん子保育園
- まこと保育所
- 北の星白石保育園
- 東川下ポッポ保育園
- 救世軍菊水上町保育園
- 白石うさこ保育園
- こぶし保育園
- 北郷すずらん保育園

### 学校教育以外の施設
自動車学校
- 白石中央自動車学園
- 札幌インター自動車学校

職業訓練校等
- 札幌塗装技術学院
- 札幌造園技術学院
- 札幌左官高等職業訓練校
- 札幌板金高等職業訓練校
- 北海道管設備高等職業訓練校

神学校
- 北海道聖書学院

## 経済・産業

### 産業団地
- 大谷地流通業務団地

### 組合
- 札幌市農業協同組合（JAさっぽろ）白石支店、菊水元町支店
- 札幌市職員共済組合
- 札幌塗装工業協同組合
- 北海道左官業組合連合会
- 北海道土質試験協同組合
- 北海道生コンクリート工業組合
- 北海道配管事業協同組合
- 北海道板金工業組合
- 北海道マスチック事業協同組合

### 商業施設
ショッピングセンター
- イオン北海道（イオングループ）
  - イオン東札幌店
- JLL日本
  - ラソラ札幌（札幌コミュニケーションパークSORA内）

スーパーマーケット・ディスカウントストア
- イオン北海道（イオングループ）
  - マックスバリュ東札幌店（ラソラ札幌内）
  - マックスバリュ菊水店
  - ザ・ビッグ エクスプレス白石中央店
  - まいばすけっと南郷通7丁目北店
  - まいばすけっと南郷13丁目駅前店
- ラルズ（アークスグループ）
  - スーパーアークス菊水店
  - スーパーアークス白石店
  - ラルズマート新ほくと店
- 東光ストア（アークスグループ）
  - 南郷18丁目店
  - 白石ターミナル店
  - 南郷7丁目店
  - 南郷13丁目店
- 生活協同組合コープさっぽろ
  - ほんどおり店
  - きたごう店
  - Lucy（ルーシー）店
  - 菊水元町店
  - 川下店
  - しろいし中央店
- 北雄ラッキー
  - 菊水元町店
  - 衣料館白石ターミナル店
- ダイイチ（セブン&アイグループ）
  - 白石神社前店
- 産直
  - 産直生鮮市場北郷店
- 津司
  - 卸売スーパー北郷店
- ナカノフーズ
  - カウボーイ本郷店

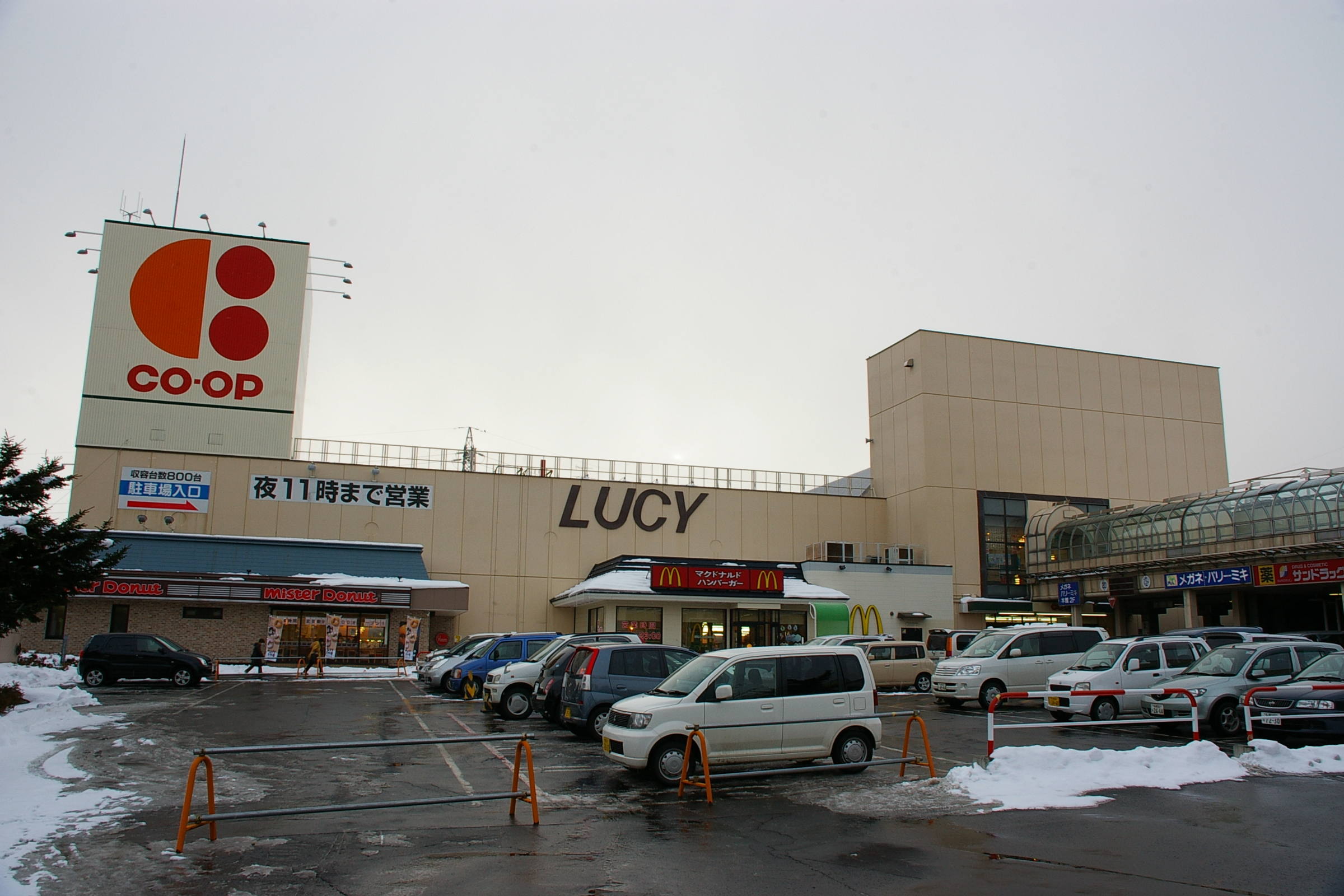
コープさっぽろLucy（ルーシー）店（2008年1月）

### 金融機関
銀行
- 北洋銀行白石中央支店、白石本郷支店、南郷通支店、北郷支店、北都支店、菊水支店、菊水上町支店
- 北海道銀行東札幌支店、白石区役所支店、白石支店、北都支店、流通センター前支店、北郷支店、ラピッド支店、菊水元町出張所
- 北陸銀行白石支店

協同組織金融機関
- 北海道信用金庫菊水支店、北都支店、南郷支店、東札幌支店、白石支店
- 空知信用金庫白石支店
- 北門信用金庫白石支店
- 旭川信用金庫東北通支店
- 札幌中央信用組合南郷支店、北郷支店
- 北央信用組合菊水支店
- 空知商工信用組合札幌支店
- 北海道労働金庫札幌東支店
- JAバンク北海道（北海道信用農業協同組合連合会）JAさっぽろ白石支店、川下支店

### 郵便
- 札幌白石郵便局（集配局）

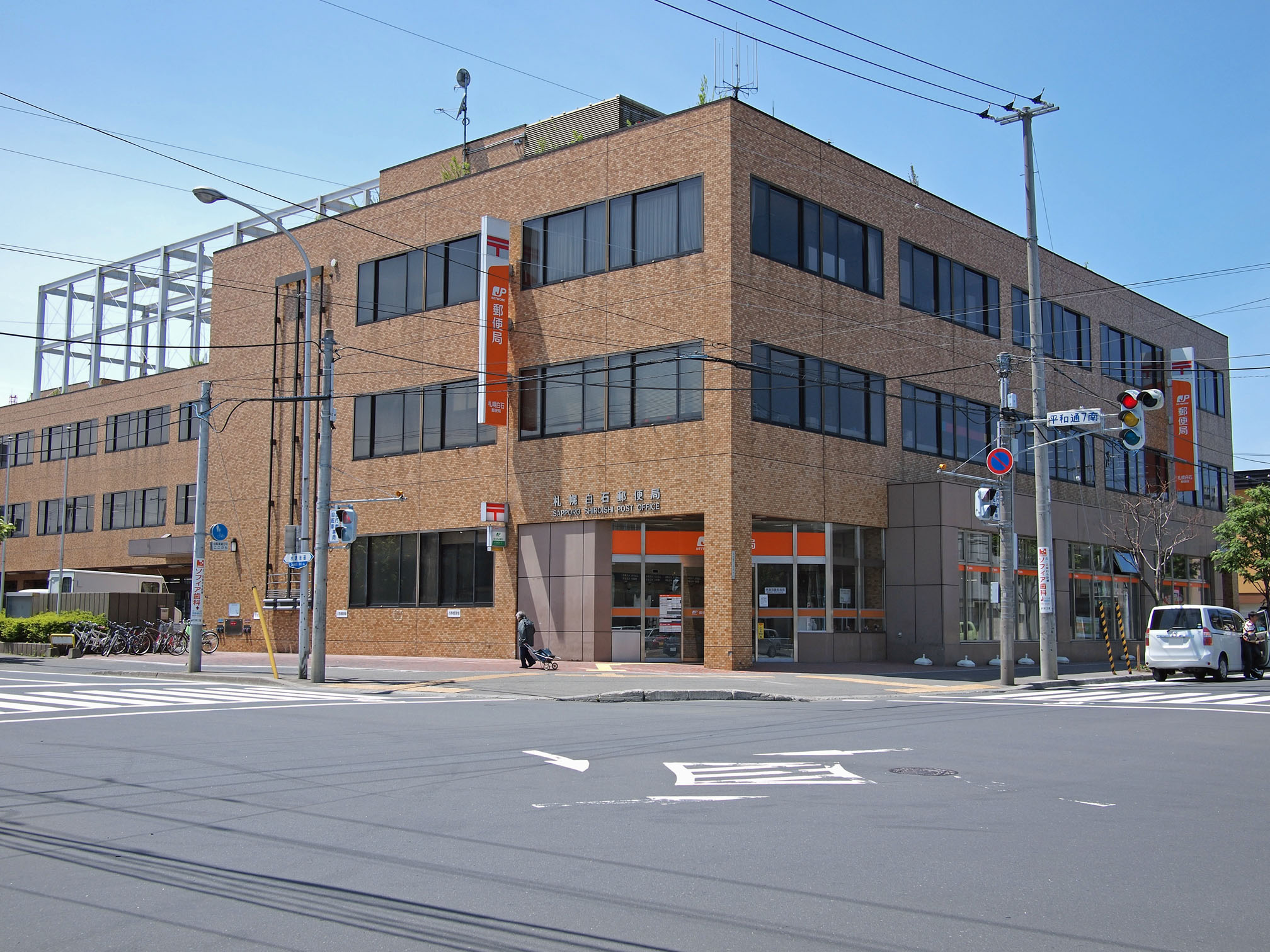
札幌白石郵便局（2010年5月）

### 宅配便
- ヤマト運輸札幌主管支店
  - 東札幌センター・札幌米里センター
  - 札幌菊水センター・白石中央センター
  - 北郷センター
  - 札幌平和通センター・札幌南郷通センター
- 佐川急便札幌営業所、北海道航空営業所
- 日本通運札幌支店札幌自動車事業所

## 交通

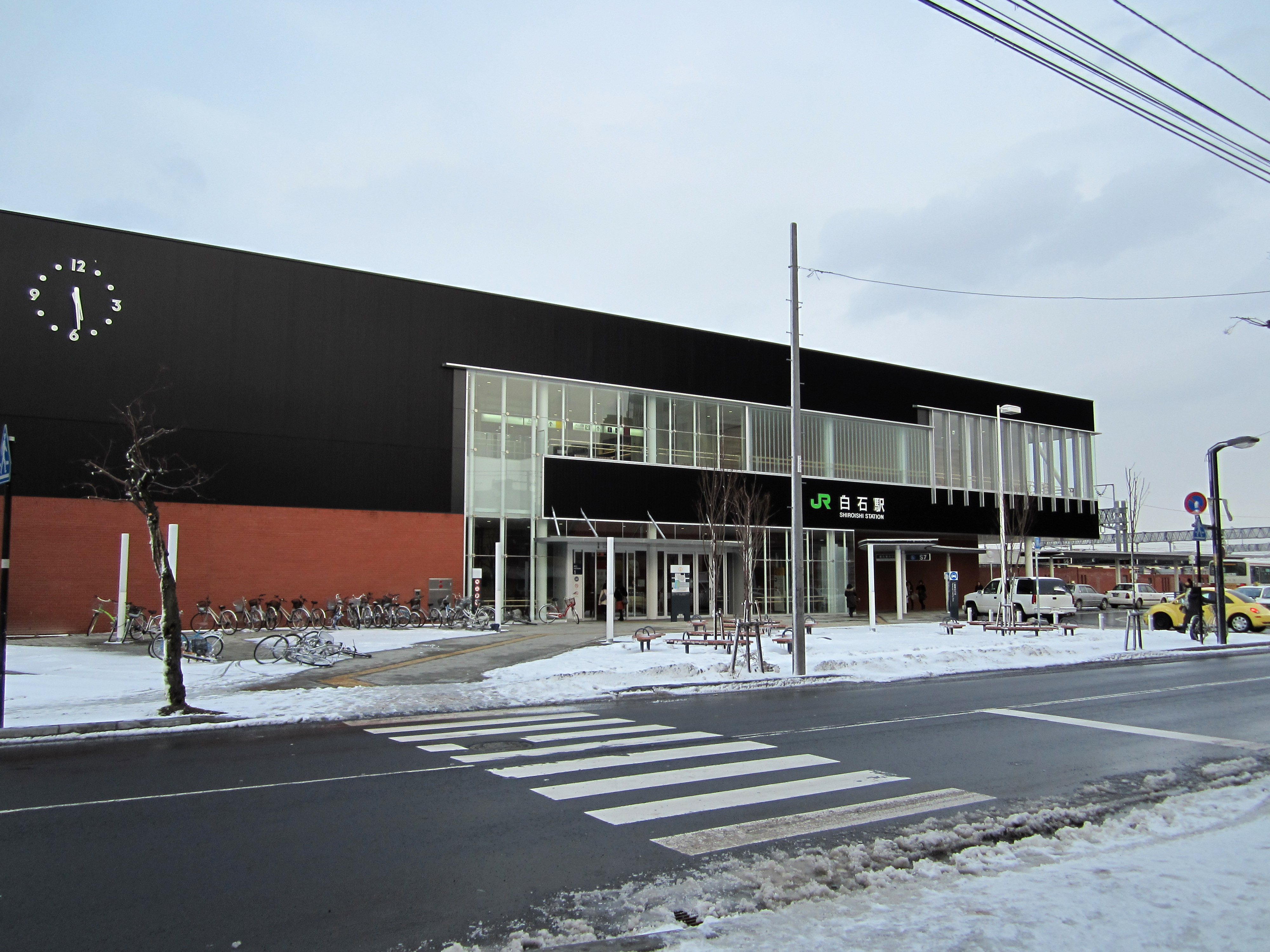
JR白石駅南口（2012年4月）

### 鉄道
- 北海道旅客鉄道（JR北海道）（特定都区市内）
  - 函館本線：白石駅
  - 千歳線：白石駅 - 平和駅
- 札幌市交通局
  - 札幌市営地下鉄東西線：菊水駅 - 東札幌駅 - 白石駅 - 南郷7丁目駅 - 南郷13丁目駅 - 南郷18丁目駅

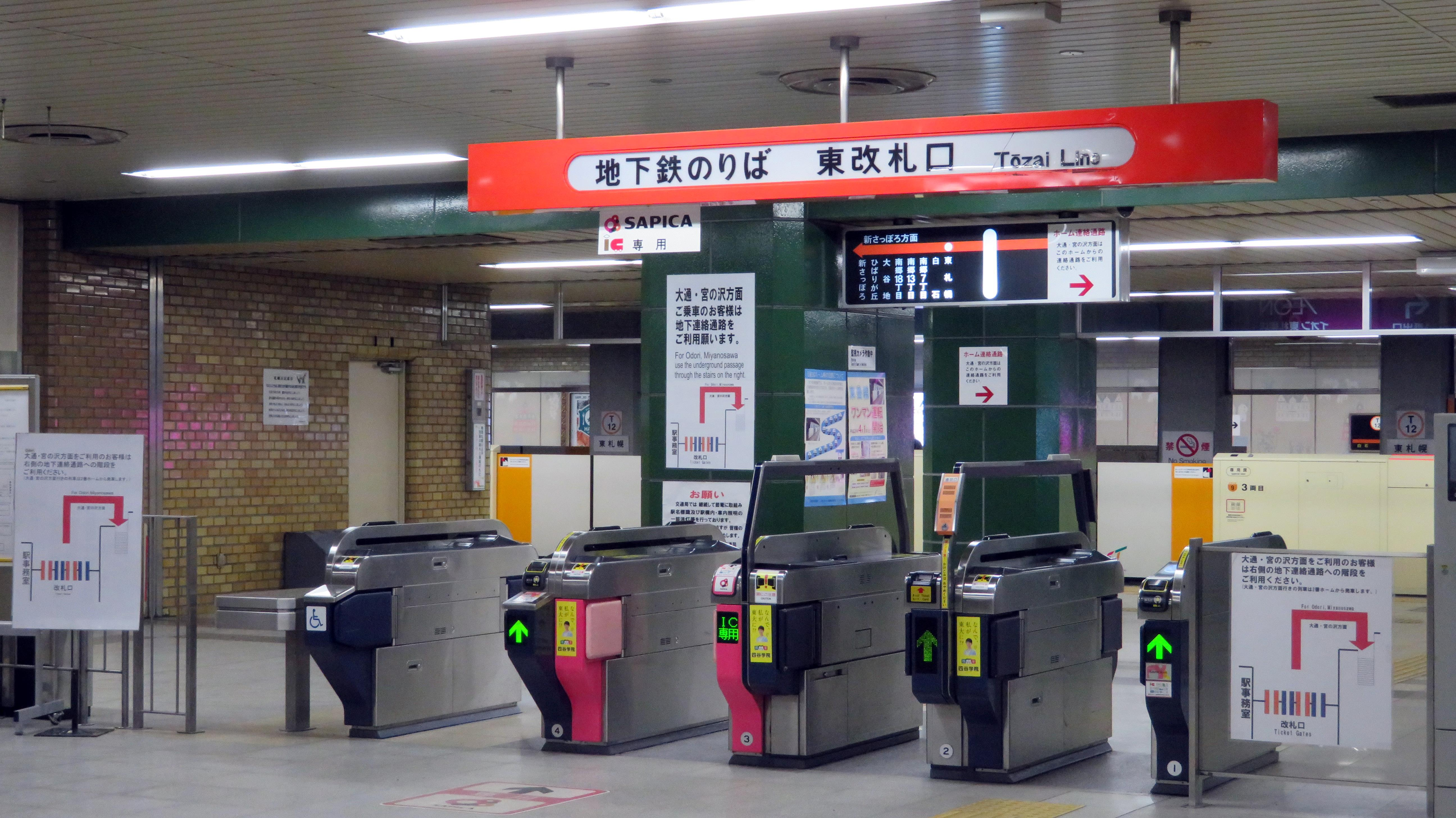
東札幌駅改札口（2017年2月）
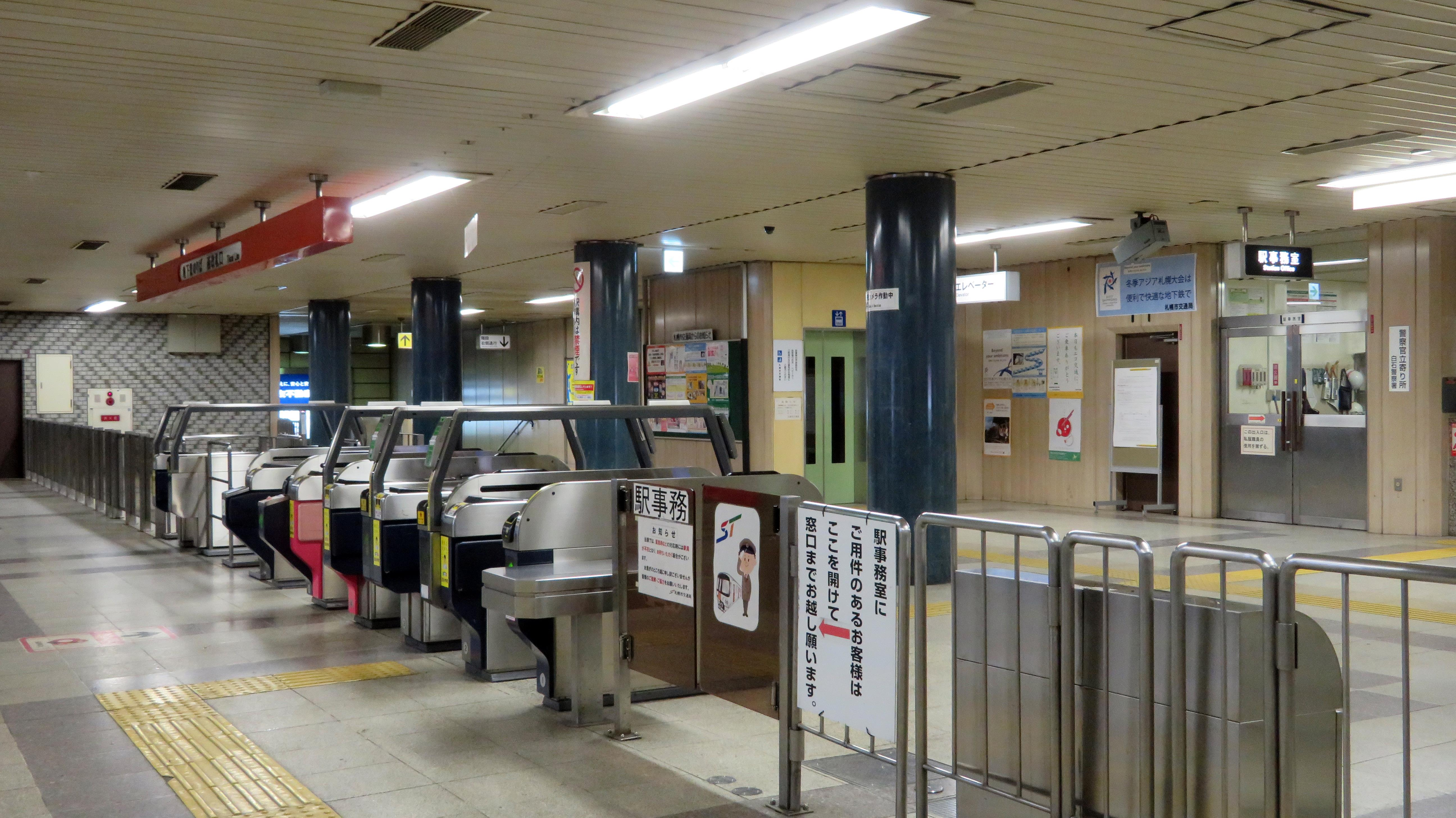
地下鉄白石駅改札口（2016年11月）
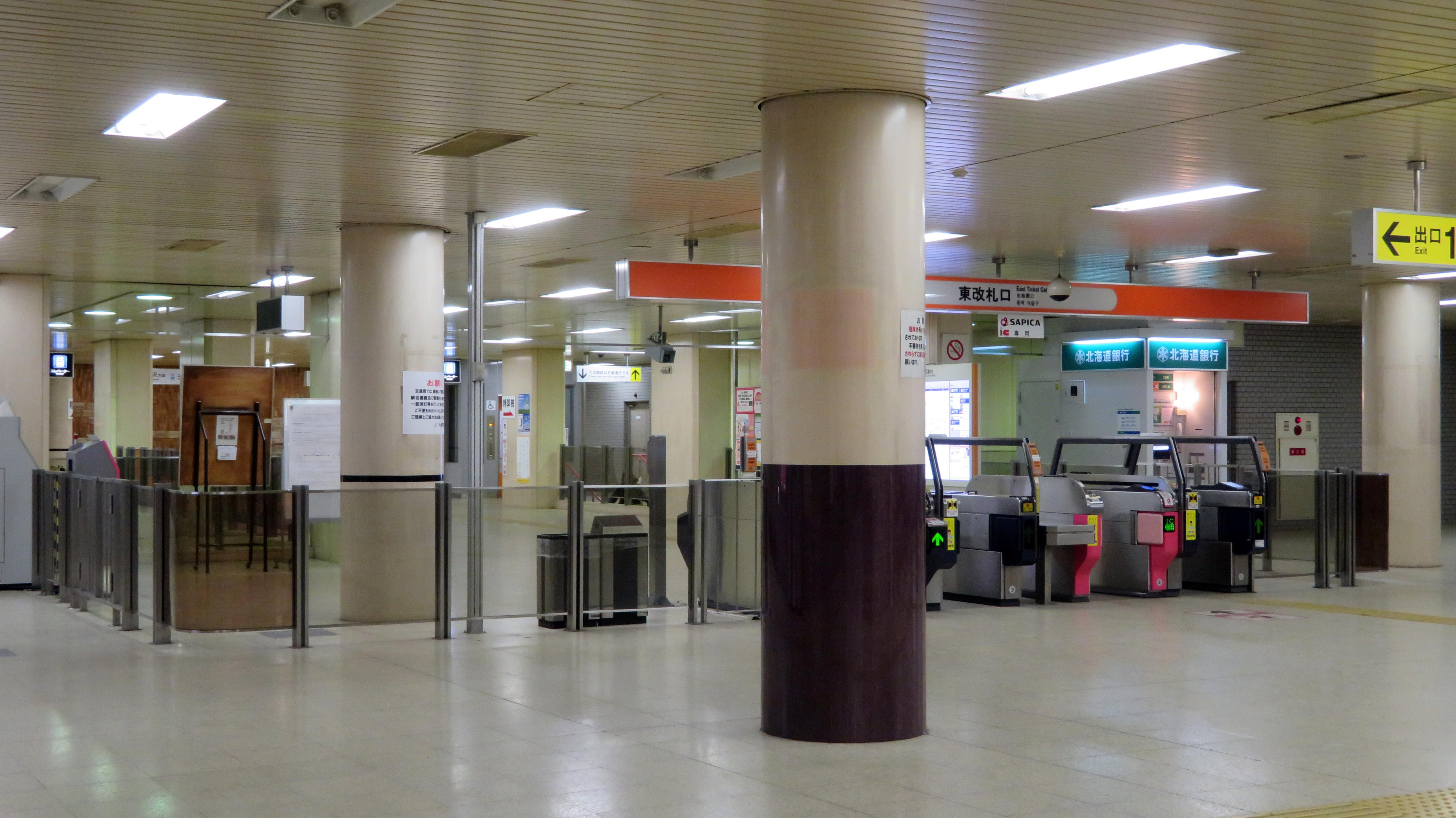
南郷7丁目駅改札口（2017年2月）

- 日本貨物鉄道（JR貨物）
  - 札幌貨物ターミナル駅

### バス
かつては札幌市交通局がバス路線（札幌市営バス）を運行していたが、段階的に民間事業者に路線を移譲し、2004年（平成16年）に廃止となった。
バスターミナル
- 白石バスターミナル
- 南郷7丁目バスターミナル

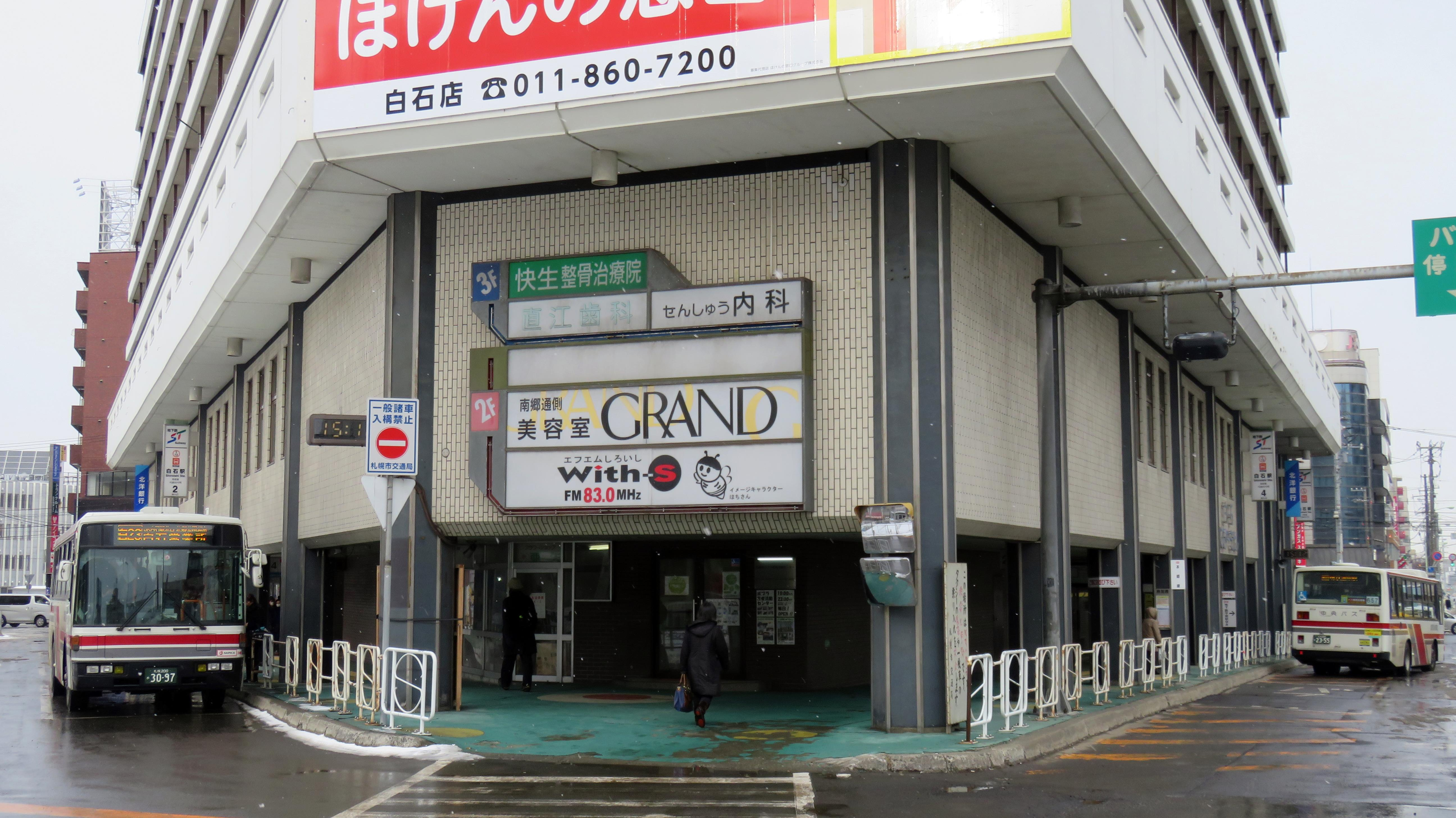
白石バスターミナル（2016年2月）
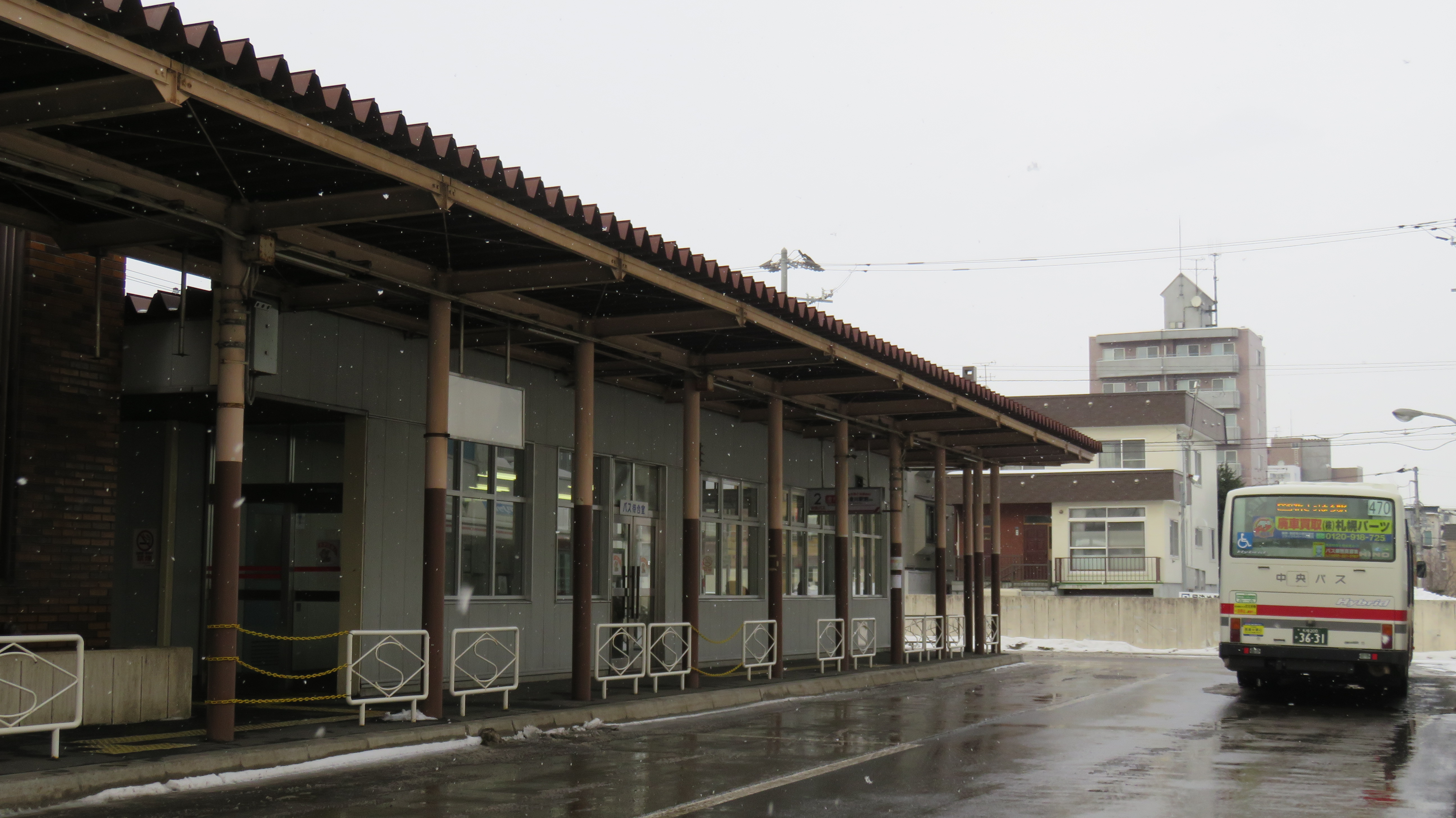
南郷7丁目バスターミナル（2016年2月）

路線バス
- ジェイ・アール北海道バス[注釈 1]
- 北海道中央バス 白石営業所[注釈 2]
- 夕張鉄道（夕鉄バス）

### タクシー
- 明星自動車
- 北びしハイヤー
- 大和交通
- 恊和交通
- まこと交通
- 札幌第一交通（第一交通産業グループ）
- 興亜第一交通（第一交通産業グループ）
- 東洋交通
- 新雪交通
- 北都ベリアールサービス
- 江別ハイヤー
- 千歳交通
- 札幌エムケイ
- 金星自動車
- 朝日交通
- 昭和交通
- MID交通
- 平岸ハイヤー
- 北陵交通
- 太洋ハイヤー
- 東交通

### 道路
- 高速道路
  - 札樽自動車道（北海道横断自動車道）：札幌JCT
  - 道央自動車道（北海道縦貫自動車道）：札幌IC/TB - 札幌JCT - 北郷IC（ハーフIC） - 大谷地IC（ハーフIC）
- 一般国道
  - 国道12号
  - 国道274号
    - 札幌新道

  - 国道275号
- 主要地方道（主要道道・主要市道）
  - 北海道道3号札幌夕張線
  - 北海道道89号札幌環状線
  - 札幌市主要市道2975号旭山公園米里線
  - 札幌市主要市道9904号厚別東北郷線（厚別通）
- 一般道道
  - 北海道道368号白石停車場線
  - 北海道道453号西野白石線
  - 北海道道526号東札幌停車場線
  - 北海道道626号東雁来江別線
  - 北海道道864号大麻東雁来線
  - 北海道道1148号札幌恵庭自転車道線（白石こころーど）

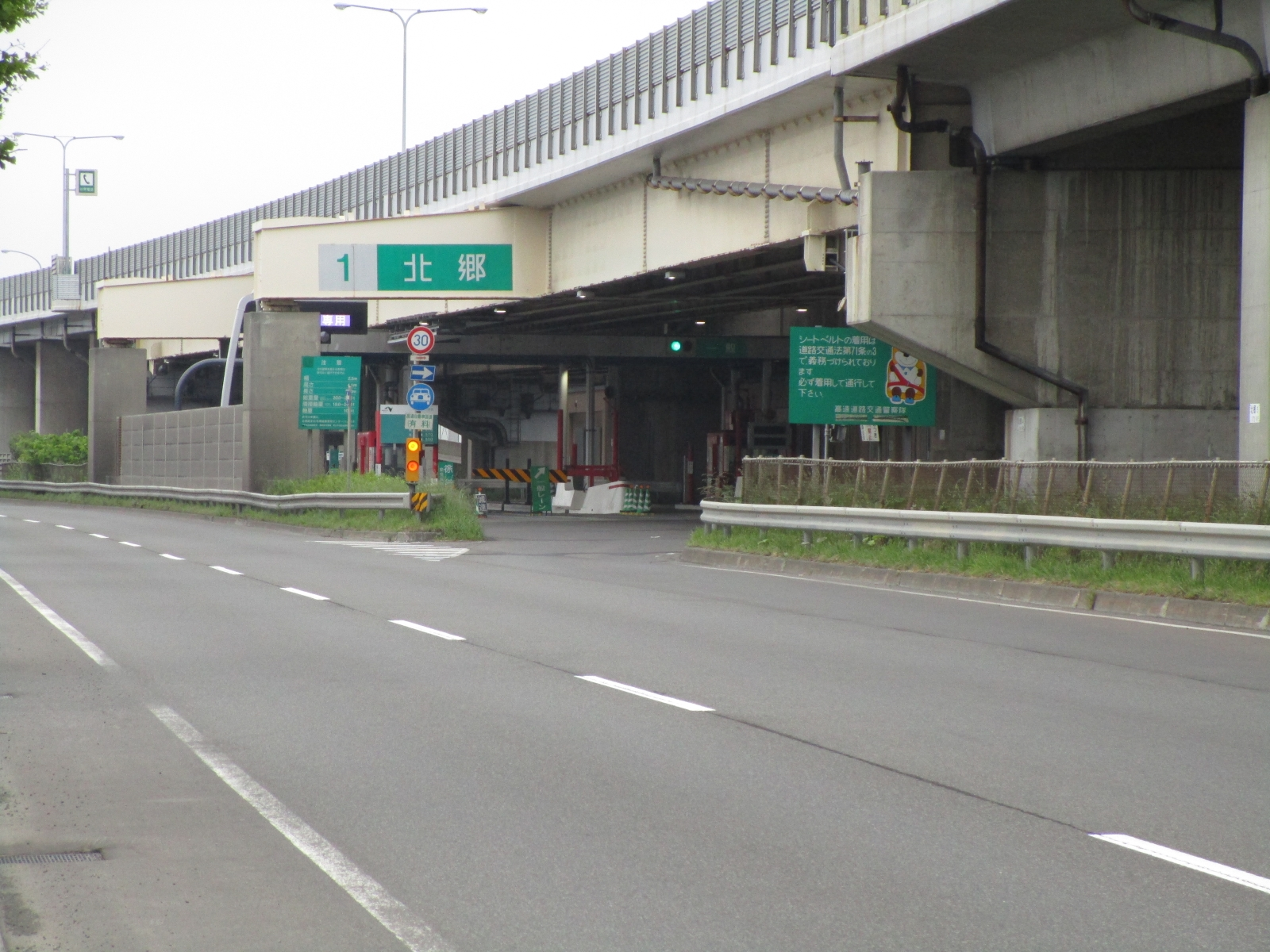
北郷IC（2017年6月）
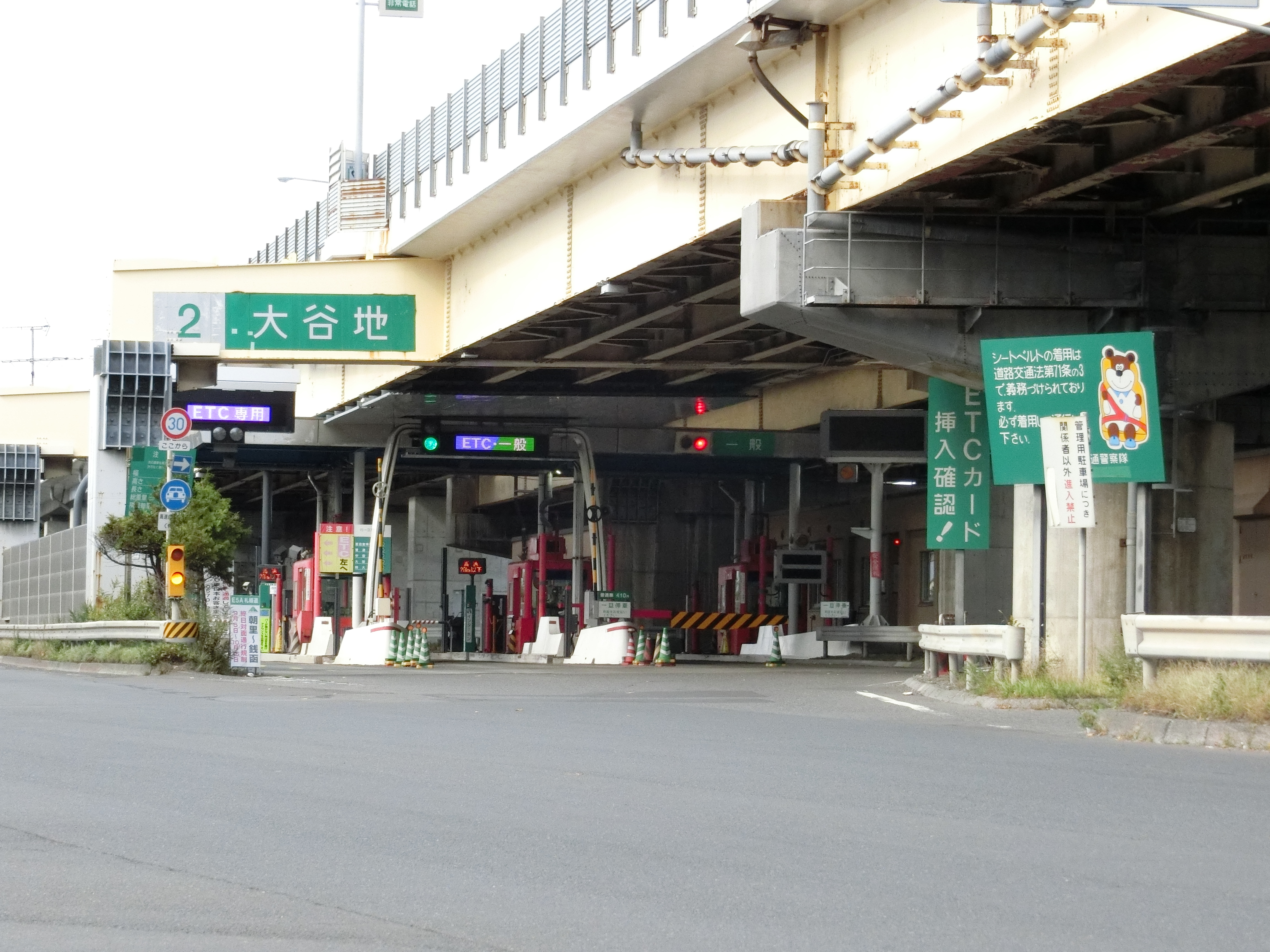
大谷地IC（2017年9月）
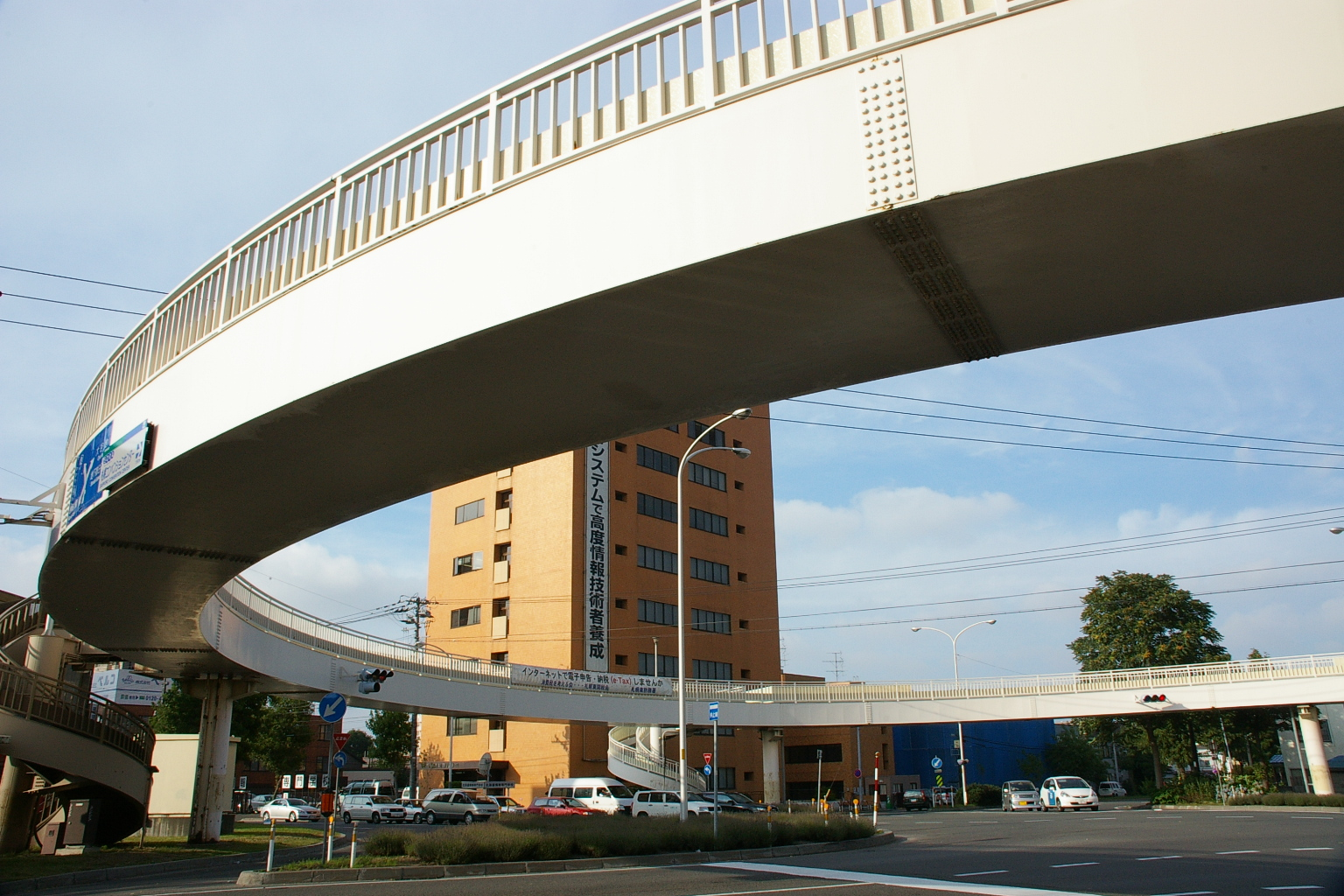
菊水円形歩道橋（2008年8月）

## 観光・レジャー・祭事・催事
- 札幌恵庭自転車道線（白石こころーど）
- 白石郷土館（白石区複合庁舎内）
- アサヒビール北海道工場
- サッポロ・イーワン・スタジアム
- 川下公園

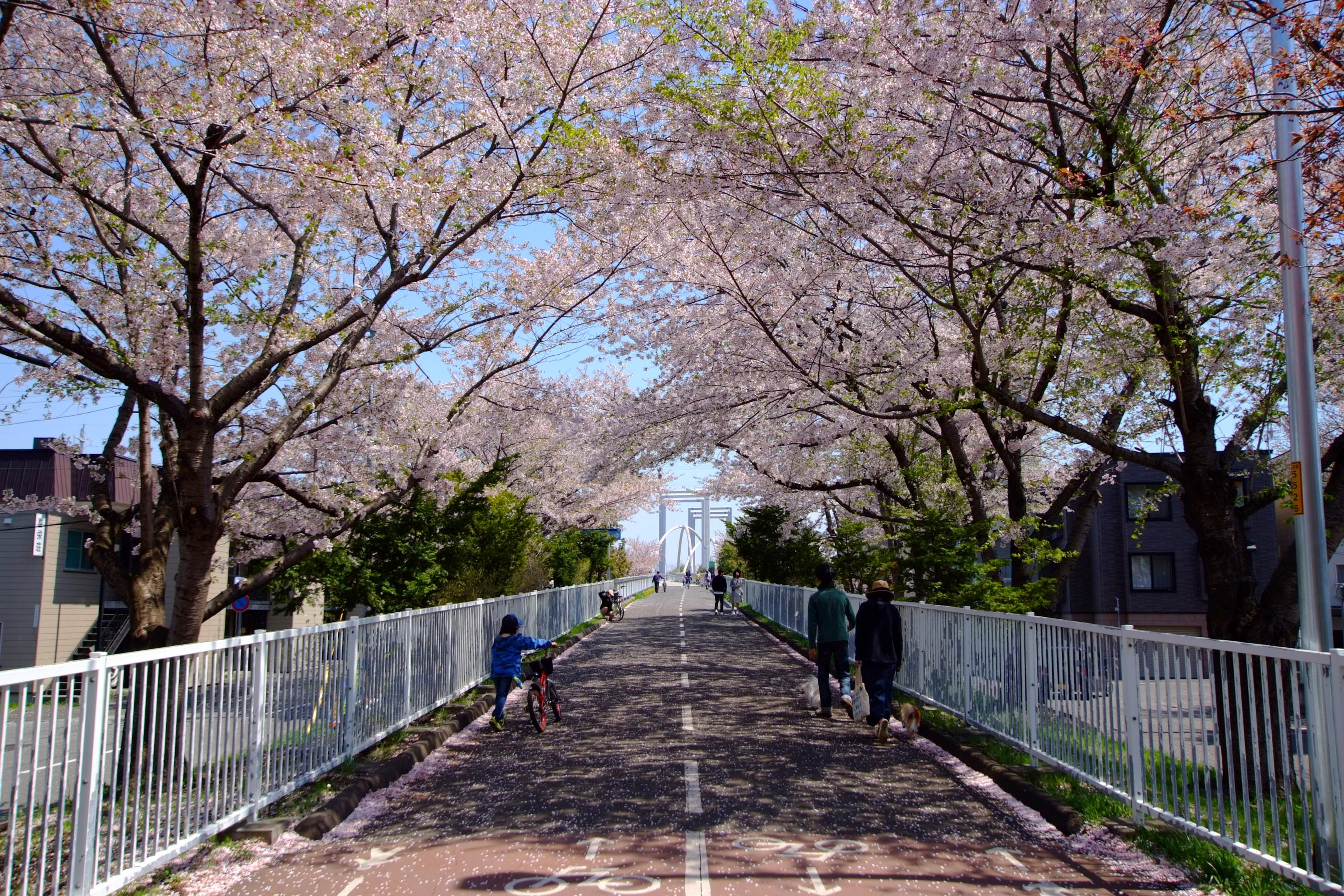
札幌恵庭自転車道線（白石こころーど）（2016年5月）
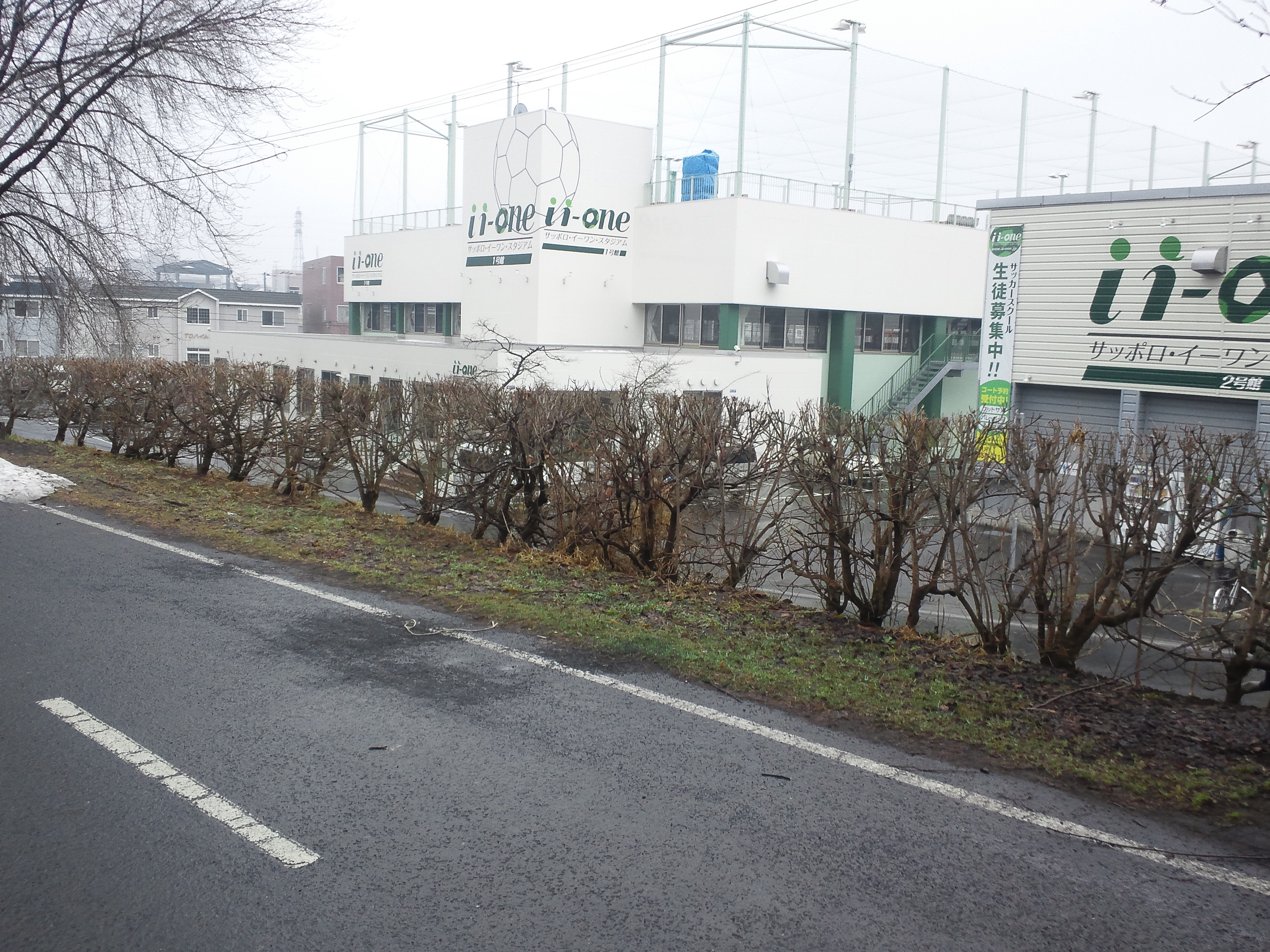
サッポロ・イーワン・スタジアム（2012年4月）
川下公園（2014年6月）

### 祭事・催事
- 白石区子どもワンダーランド（不定期）
- さっぽろライラックまつり（5月）
- 白石区ふるさとまつり（7月）
  - 白石区子ども遊芽カーニバル
- 月寒川にぎわい川まつり（7月）
- 萬蔵祭（8月）
- 白石神社例大祭（9月）

## 出身人物
50音順
- 秋元貴秀（俳優）
- 東直己（作家）
- 蛯名正義（中央競馬元騎手。調教師）
- 大沢逸美（女優・タレント）
- 加藤浩次（極楽とんぼメンバー）
- 北大路公子（作家）
- 佐藤兼伊知（元プロ野球選手）
- しろっぷ（お笑いコンビ）
- 谷村志穂（作家）
- 千葉涼平（w-inds.メンバー）
- 長瀬実夕（元歌手。元ZONEメンバー）
- 西島まどか（フリーアナウンサー）
- 長谷川雅紀（お笑いコンビ「錦鯉」メンバー）
- 半澤洵（農学者。通称「納豆博士」）
- 一十三十一（歌手）
- 増子直純（怒髪天メンバー）
- 見延典子（作家）
- 森雅之（俳優）
- 渡邊絢子（バレーボール選手）